# Jacopo Segre
Jacopo Segre, né le 17 février 1997 à Turin en Italie, est un footballeur italien, qui évolue au poste de milieu axial au Palerme FC.

## Biographie

### Débuts professionnels
Formé au Milan AC, Jacopo Segre rejoint le centre de formation du Torino FC en 2015. Avec les jeunes du Torino, il remporte la Super Coupe d'Italie.
Le 18 juillet 2016, Jacopo Segre est prêté au Plaisance Calcio, en Serie C, pour la saison 2016-2017.
Lors de l'été suivant, après avoir prolongé son contrat avec le Torino, Segre est à nouveau prêté une saison, au Plaisance Calcio.

### Chievo Vérone
Le 23 août 2019, Jacopo Segre est prêté avec option d'achat par le Torino FC au Chievo Vérone pour la saison 2019-2020 de Serie B. Deux jours plus tard, il réalise sa première apparition avec le Chievo, lors de la première journée de championnat contre l'AC Pérouse (défaite 2-1 du Chievo). Le 21 septembre suivant, face à l'AC Pise, il inscrit son premier but pour le club sur une passe d'Emanuel Vignato. Les deux équipes se séparent sur un match nul ce jour-là.

### SPAL
Alors qu'il avait entamé la saison 2020-2021 avec le Torino, Jacopo Segre est prêté le 1er février 2021 à la S.P.A.L., faisant ainsi son retour en Serie B. 

### AC Pérouse
Le 31 août 2021, dernier jour du mercato estival, Jacopo Segre est prêté à l'AC Pérouse pour une saison avec obligation d'achat sous certaines conditions. Il joue son premier match le 11 septembre 2021 contre le Frosinone Calcio, en championnat. Il est titularisé ce jour-là et les deux équipes se neutralisent (0-0). Le 18 avril 2022, Segre inscrit son premier but pour Pérouse, lors d'une rencontre de championnat face au L.R. Vicence. Ce but, inscrit de la tête, permet aux siens de s'imposer (1-2) alors que le club lutte pour les places de barrages pour une montée en première division. Terminant à la huitième place lors de cette saison 2021-2022, Pérouse accède bien aux barrages mais perd dès son premier match, contre le Brescia Calcio le 14 mai 2022 (3-2),.

### Palerme FC
Malgré des prestations convaincantes lors de ses prêts, Segre n'entre toujours pas dans les plans du Torino. Lors de l'été 2022, le club turinois cherche à l'inclure dans un transfert avec le Cagliari Calcio afin de récupérer João Pedro. Le joueur prend finalement la direction du Palerme FC. Il quitte définitivement le Torino pour s'engager le 23 août 2022 avec Palerme, signant un contrat courant jusqu'en juin 2025.
Segre se fait remarquer dès son premier match pour Palerme en marquant son premier but pour le club, le 27 août 2022, lors d'une rencontre de championnat face à l'Ascoli Calcio. Buteur après son entrée en jeu, il ne peut toutefois pas empêcher la défaite de son équipe (2-3 score final). Il marque un nouveau but le 18 décembre 2022, contre le Cagliari Calcio en championnat, permettant à son équipe de l'emporter par deux buts à un.